# Steinkreis von Fernworthy
Der Steinkreis von Fernworthy (auch als Froggymead bekannt), steht auf einer Lichtung im Fernworthy Forest etwa eine halbe Meile westlich vom Fernworthy Reservoir, im Dartmoor in Devon in England. Der 1897 von Burnard untersuchte Fernworthy Kreis ist Teil einer Gruppe zeremonieller Denkmäler, darunter drei Steinreihen und fünf Cairns, die mit Merrivale und Shovel Down als Zeremonienzentren konkurriert haben können.

## Beschreibung
Die 27 Steine aus grauem Granit bilden einen Kreis von 19,2 m Durchmesser. Es gibt eine Höhenabstufung der Steine. Im Süden, wo die höchsten stehen, sind sie etwa 1,1 m hoch. Zwei von ihnen, etwa dort, wo die Allee auf den Kreis trifft, sind sehr klein. Fragmentarische Doppelreihen niedriger Steinen bilden Alleen, die im Norden und Süden verlaufen, ohne eindeutigen Bezug zum Kreis aufzuweisen. Die Alleen und die Cairns bzw. Steinkisten, die an ihren Enden oder in deren Nähe liegen, sind im Wald aber heute oft kaum zu erkennen.

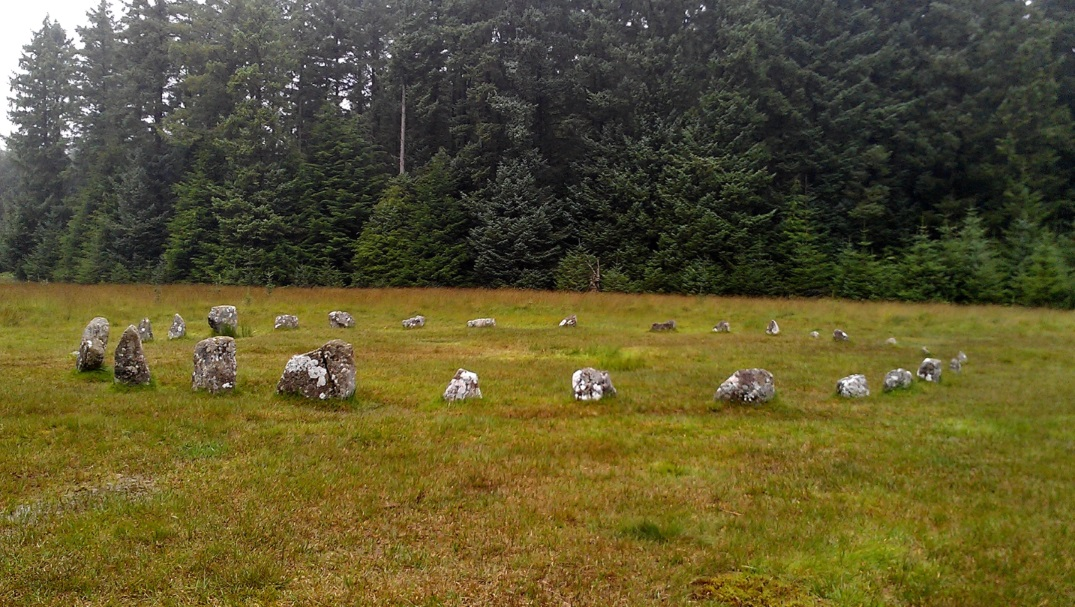
Steinkreis
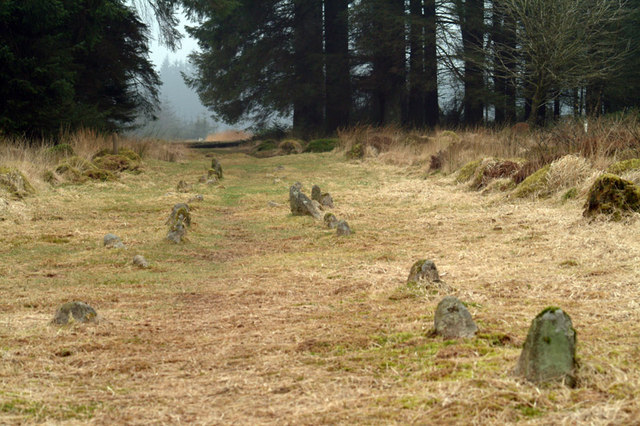
Steinreihe
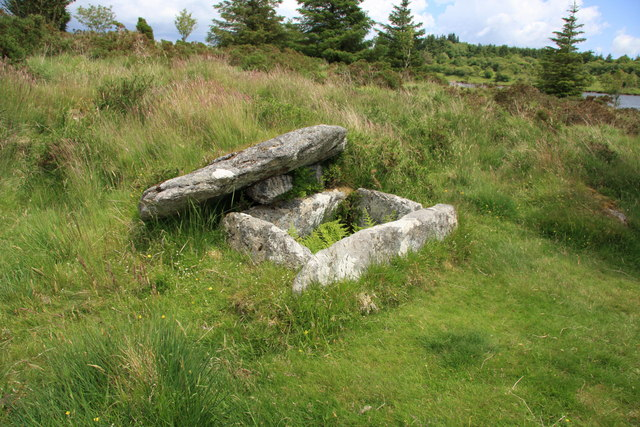
Steinkiste

Fernworthy wurde 1897 ausgegraben und Holzkohle wurde verstreut über den gesamten Kreis gefunden.
Im Südosten des Kreises liegt ein weiterer Cairn, der Überreste eines Walles und etwa ein halbes Dutzend Randsteine aufweist. In diesem Cairn wurden Messer aus Bronze und Feuerstein, ein Becher und ein Schieferknopf gefunden. In der Nähe liegt der Doppelkreis Grey Wethers.